# Špiljani
Špiljani (izvirno srbsko Шпиљани) je naselje v Srbiji, ki upravno spada pod Občino Tutin; slednja pa je del Raškega upravnega okraja.

## Demografija
V naselju živi 146 polnoletnih prebivalcev, pri čemer je njihova povprečna starost 28,2 let (28,7 pri moških in 27,8 pri ženskah). Naselje ima 41 gospodinjstev, pri čemer je povprečno število članov na gospodinjstvo 5,44.
Po podatkih popisa iz leta 2002 večino prebivalstva predstavljajo Bošnjaki, v času zadnjih treh popisov pa je opazno zmanjšanje števila prebivalcev.
|  |

| Demografija | Demografija     | Demografija     |
| Leto        | Št. prebivalcev | Št. prebivalcev |
| ----------- | --------------- | --------------- |
|             |                 |                 |
|             |                 |                 |
|             |                 |                 |
|             |                 |                 |
| 1948        | 223             |                 |
| 1953        | 259             |                 |
| 1961        | 279             |                 |
| 1971        | 254             |                 |
| 1981        | 266             |                 |
| 1991        | 252             | 252             |
| 2002        | 269             | 223             |
|             |                 |                 |

| Etnična sestava po popisu iz leta 2002 | Etnična sestava po popisu iz leta 2002 | Etnična sestava po popisu iz leta 2002 | Etnična sestava po popisu iz leta 2002 | Etnična sestava po popisu iz leta 2002 |
| -------------------------------------- | -------------------------------------- | -------------------------------------- | -------------------------------------- | -------------------------------------- |
| Bošnjaki                               | Bošnjaki                               |                                        | 220                                    | 98,65%                                 |
| Neznano                                | Neznano                                |                                        | 3                                      | 1,34%                                  |